# Campeonato Europeo de Tiro en 10 m de 2009
El XXXIX Campeonato Europeo de Tiro en 10 m se celebró en Praga (República Checa) entre el 19 y el 22 de febrero de 2009 bajo la organización de la Confederación Europea de Tiro (ESC) y la Federación Checa de Tiro Deportivo.
Las competiciones se realizaron en la Arena O2 de la capital checa.

## Resultados

### Masculino
| Evento                            | Oro                                | Plata                                | Bronce                                 |
| --------------------------------- | ---------------------------------- | ------------------------------------ | -------------------------------------- |
| Rifle de aire 10 m (22.02)        | Niccolo Campriani · Italia · 699,6 | Pierre-Edmond Piasecki Francia 697,5 | Vitali Bubnovich · Bielorrusia · 697,1 |
| Rifle de aire 10 m (equipos)      | Italia · 1780                      | Rusia · 1780                         | Austria · 1778                         |
| Pistola de aire 10 m (22.02)      | Andrija Zlatić Serbia 684,6        | Mauro Badaracchi · Italia · 684,3    | Vladimir Isakov · Rusia · 683,5        |
| Pistola de aire 10 m (equipos)    | Eslovaquia · 1738                  | Serbia 1734                          | Ucrania · 1732                         |
| Blanco móvil 10 m (20.02)         | Niklas Bergström · Suecia ·        | Maxim Stepanov · Rusia ·             | Alexandr Blinov · Rusia ·              |
| Blanco móvil 10 m (equipos)       | Rusia · 1728                       | Ucrania · 1708                       | República Checa · 1697                 |
| Blanco móvil mixto 10 m (22.02)   | Alexandr Blinov · Rusia · 387      | Maxim Stepanov · Rusia · 382         | Jószef Sike · Hungría · 381            |
| Blanco móvil mixto 10 m (equipos) | Rusia · 1143                       | Eslovaquia · 1129                    | República Checa · 1126                 |

### Femenino
| Evento                            | Oro                                    | Plata                               | Bronce                                     |
| --------------------------------- | -------------------------------------- | ----------------------------------- | ------------------------------------------ |
| Rifle de aire 10 m (21.02)        | Snježana Pejčić · Croacia · 500,5 pts. | Beate Gauss · Alemania · 499,3 pts. | Pavla Kalna · República Checa · 498,8 pts. |
| Rifle de aire 10 m (equipos)      | Noruega · 1187                         | Croacia · 1186                      | Alemania · 1184                            |
| Pistola de aire 10 m (21.02)      | Maria Grozdeva Bulgaria 487,4          | Nino Salukvadze Georgia 484,4       | Lenka Marušková · República Checa · 483,9  |
| Pistola de aire 10 m (equipos)    | Bielorrusia · 1141                     | Rusia · 1136                        | Ucrania · 1135                             |
| Blanco móvil 10 m (20.02)         | Galina Avramenko · Ucrania ·           | Viktoria Zablotina · Ucrania ·      | Marina Gulak · Rusia ·                     |
| Blanco móvil 10 m (equipos)       | No realizado                           | No realizado                        | No realizado                               |
| Blanco móvil mixto 10 m (22.02)   | Silke Abramovic · Alemania · 377       | Viktoria Zabolotna · Ucrania · 376  | Galina Avramenko · Ucrania · 375           |
| Blanco móvil mixto 10 m (equipos) | No realizado                           | No realizado                        | No realizado                               |

## Medallero
| Núm. | País            | Oro | Plata | Bronce | Total |
| ---- | --------------- | --- | ----- | ------ | ----- |
| 1    | Rusia           | 3   | 4     | 3      | 10    |
| 2    | Italia          | 2   | 1     | 0      | 3     |
| 3    | Ucrania         | 1   | 3     | 3      | 7     |
| 4    | Alemania        | 1   | 1     | 1      | 3     |
| 5    | Croacia         | 1   | 1     | 0      | 2     |
|      | Eslovaquia      | 1   | 1     | 0      | 2     |
|      | Serbia          | 1   | 1     | 0      | 2     |
| 8    | Bielorrusia     | 1   | 0     | 1      | 2     |
| 9    | Bulgaria        | 1   | 0     | 0      | 1     |
|      | Noruega         | 1   | 0     | 0      | 1     |
|      | Suecia          | 1   | 0     | 0      | 1     |
| 12   | Francia         | 0   | 1     | 0      | 1     |
| 13   | Georgia         | 0   | 1     | 0      | 1     |
| 14   | República Checa | 0   | 0     | 4      | 4     |
| 15   | Austria         | 0   | 0     | 1      | 1     |
|      | Hungría         | 0   | 0     | 1      | 1     |
|      | TOTAL           | 14  | 14    | 14     | 42    |